# Circunscrições eclesiásticas católicas do Benim
A Igreja Católica no Benim é composta de duas províncias eclesiásticas e oito dioceses sufragâneas.

## Conferência Episcopal do Benim

### Província Eclesiástica de Cotonou
- Arquidiocese de Cotonou
  - Diocese de Abomey
  - Diocese de Dassa-Zoumé
  - Diocese de Lokossa
  - Diocese de Porto Novo

### Província Eclesiástica de Parakou
- Arquidiocese de Parakou
  - Diocese de Djougou
  - Diocese de Kandi
  - Diocese de Natitingou
  - Diocese de N'Dali